# Sarsia lovenii
Sarsia lovenii — вид гідроїдних кнідарій родини Corynidae. Поширені на півночі Атлантичного океану та суміжних районах Арктичного океану вздовж узбережжя США, Канади та Європи. На схід ареал простягається до Білого моря. Трапляється на глибині до 200 м. Розмноження відоме лише безстатеве.